# 世界の猟奇ショー
『世界の猟奇ショー』（せかいのりょうきショー）は、唐沢俊一、およびその妻ソルボンヌK子による日本の漫画作品。

## 概要
単行本は幻冬舎文庫から出版。全1巻。世界中の猟奇事件や珍事件を扱ったものである。タイトルは『世界の料理ショー』をもじったものであり、あとがき部分では同番組のホストであったグラハム・カーを登場させ、カーのトークを真似たものとなっている。姉妹編には『大猟奇』がある。

## 内容
猟奇の鉄人
世界の仰天項目
珍考漫考
主にシモにまつわる話
男と女のトンデモ事件簿
男と女の奇想天外な事件を集めたモノ。
あとがき
グラハム・カーが解説するインカの神様事件。